# Glodavci
Glodavci (znanstveno ime Rodentia, iz latinščine rodere - »gristi«) so red sesalcev, v katerega uvrščamo skoraj 2300 danes živečih vrst. S tem predstavljajo več kot 40 % vseh vrst sesalcev ter so uspešna in prilagodljiva skupina, katere predstavniki živijo na vseh celinah razen Antarktike.
V splošnem so majhni, dolgorepi štirinožci s kremplji na prstih, z dolgimi prsti ter z zobmi in čeljustmi, prilagojenimi glodanju in žvečenju. So pretežno talne živali, posamezne vrste pa so se prilagodile na druga življenjska okolja, kot so drevesa (veverice), voda (bobri) ali podzemni rovi (slepo kuže). Le redki glodavci so samotarski.

## Telesna zgradba
Večina jih ima majhno, čokato telo in ne presegajo telesne mase 100 g, od izjem so največje kapibare, ki tehtajo tudi do 66 kg. Okončine, zlasti rep, so zelo raznolike.
Od drugih sesalcev se razlikujejo po zobovju, za katerega je značilen par močnih sekalcev (glodačev) v vsaki čeljusti. Ti so dolgi, ukrivljeni in imajo odprto korenino, kar pomeni, da stalno rastejo. Imajo debelo plast sklenine na sprednji površini, zadaj pa le malo; med glodanjem jih žival drgne med seboj, kar obrabi mehkejši dentin na zadnji strani in ostane oster rob sklenine, oblikovan kot dleto. Zrastejo nekaj milimetrov na teden in če jih žival ne obrablja, se ji zarinejo v lobanjo. Podočnikov nimajo in nekateri predstavniki tudi predmeljakov ne; za sekalci je zato vrzel (diastema), v katero se prilegajo robovi ustnic, s katerimi lahko žival zapre usno votlino med glodanjem neužitnih površin. Meljaki pa so močni, namenjeni mletju hrane, pogosto ojačani z grebeni iz sklenine.
Večina vrst je rastlinojedih, zato imajo razmeroma veliko slepo črevo, v katerem se nahajajo simbiontske bakterije, ki razgrajujejo celulozo. Ker preostanek debelega črevesa ne more vsrkavati produktov bakterijske razgradnje, glodavci ponovno zaužijejo sveže iztrebke in vso hrano prebavijo dvakrat. Predstavniki nekaterih družin imajo obustne mošnjičke, v katerih si delajo zaloge hrane.

## Klasifikacija
Delež vrst po družinah. Naddružina Muroidea obsega dve tretjini vseh vrst glodavcev, od tega večina spada med miši in podgane (družina Muridae) ter hrčke (družina Cricetidae).
Standardna klasifikacija:
Red Rodentia
- Podred Anomaluromorpha
  - Družina Anomaluridae: luskorepe veverice
  - Družina Pedetidae: zajec skakač
- Podred Castorimorpha
  - Naddružina Castoroidea
    - Družina Castoridae: bobri

  - Naddružina Geomyoidea
    - Družina Geomyidae: goferji
    - Družina Heteromyidae: miši mošnjičarke
- Podred Hystricomorpha: ježevci in sorodstvo
  - Družina incertae sedis Diatomyidae
  - Infrared Ctenodactylomorphi
    - Družina Ctenodactylidae: glavnikarji

  - Infrared Hystricognathi
    - Družina Bathyergidae: peskarji
    - Družina Hystricidae: ježevci starega sveta
    - Družina Petromuridae: afriška skalna podgana
    - Družina Thryonomyidae: trsne podgane
    - Parvorder Caviomorpha: ježevci in sorodniki
      - Družina †Heptaxodontidae
      - Družina Abrocomidae: podganje činčile
      - Družina Capromyidae: neprave podgane
      - Družina Caviidae: budre, vključno z morskim prašičkom in kapibaro
      - Družina Chinchillidae: činčile in viskače
      - Družina Ctenomyidae: tkotukiji
      - Družina Dasyproctidae: agutiji
      - Družina Dinomyidae: pakarane
      - Družina Echimyidae: bodičaste podgane
      - Družina Erethizontidae: drevesni ježevci
      - Družina Myocastoridae: nutrija
      - Družina Octodontidae: osmicozobe nutrije
- Podred Myomorpha: miši in sorodniki
  - Naddružina Dipodoidea
    - Družina Dipodidae: skakači

  - Naddružina Muroidea
    - Družina Calomyscidae
    - Družina Cricetidae: hrčki
    - Družina Muridae: miši in podgane, hrčki
    - Družina Nesomyidae
    - Družina Platacanthomyidae
    - Družina Spalacidae
- Podred Sciuromorpha: veverice in sorodniki
  - Družina Aplodontiidae: brezrepe veverice
  - Družina Gliridae (tudi Myoxidae, Muscardinidae): polhi
  - Družina Sciuridae: veverice, vključujejo tekunice, prerijske pse, svizce

Zgornja taksonomska klasifikacija uporablja oblika spodnje čeljusti (Sciurognathi ali Hystricognathi) kot primarno značilnost. To je najpogosteje uporabljen pristop za razdelitev redov v podredove.

## Pomen za človeka
Glodavci so znani predvsem kot škodljivci, ki uničujejo človekove zaloge živil in prenašajo nalezljive bolezni. Zlasti miši in podgane so izredno prilagodljive živali, ki lahko izkoriščajo človekova bivališča kot življenjski prostor (so sinantropne), zato so pogost spremljevalec človeka. Ocenjujejo, da miši in podgane samo z obžiranjem riža v Aziji uničijo toliko pridelka, da bi lahko z njim nahranili 200 milijonov ljudi. Kot prenašalci so zgodovinsko najbolj znane črne podgane, odgovorne za epidemije bubonične kuge v srednjem veku, ki je pomorila 25 milijonov ljudi v Evropi. Človek je miši in podgane že v dobi velikih odkritij nevede zanesel s seboj po vsem svetu, tudi na odmaknjene oceanske otoke, kjer so se naselile in pričele ogrožati avtohtono favno, nevajeno prisotnosti zelo prilagodljivih vsejedov. Še zdaj v mnogih okoljih veljajo za eno največjih groženj biotski raznovrstnosti in so prispevale k desetinam izumrtij.
Po drugi strani skoraj 90 vrst glodavcev uporabljajo ljudje za hrano, med njimi so zlasti morski prašički, agutiji in kapibare. Morski prašički so denimo pred 3500 leti predstavljali glavni vir mesa v Inkovskem imperiju, na Slovenskem pa je razvita večstoletna tradicija lova na polhe. Polhe, bobre, činčile, nutrije in druge so skozi zgodovino lovili ali gojili tudi za krzno, ki je trpežno in toplo.